# بيرند ريختر
بيرند ريختر (بالألمانية: Bernd Richter)‏ هو سياسي ألماني، ولد في 3 أبريل 1943 في التشيك. حزبياً، نشط في الحزب الديمقراطي البيئي ‏.